# Sociedad Estadounidense de Química
La Sociedad Estadounidense de Química (ACS por sus siglas en inglés: American Chemical Society) es una sociedad científica (colegio profesional) con sede en los Estados Unidos que apoya la investigación científica en el campo de la química. Fue fundada en 1876 en la Universidad de Nueva York. En la actualidad cuenta con unos 160 000 miembros de todos los grados académicos, en los campos de la química, ingeniería química, y otros relacionados.
La ACS es una organización sin ánimo de lucro de tipo 501(c)(3). La ACS celebra dos convenciones nacionales al año cubriendo el ámbito de toda la química. También celebra docenas de congresos de menor tamaño en campos específicos. Su división de publicaciones edita varias revistas de ámbito académico entre las que destaca Journal of the American Chemical Society. La fuente primaria de ingresos de la ACS es el Chemical Abstracts Service (un servicio de resúmenes de artículos científicos sobre química publicados en cualquier revista científica) y sus publicaciones. Chemical & Engineering News es la revista de actualidad semanal publicada por la Sociedad y enviada a todos sus miembros. Los miembros de la ACS se organizan en 189 secciones geográficas locales y 33 divisiones técnicas.

## Orígenes
La Sociedad Estadounidense de Química tuvo sus orígenes en la reunión que 35 químicos celebraron el 6 de abril de 1876 en el edificio de la Universidad de Nueva York (llamada "University of the City of New York"; su nombre fue oficialmente cambiado en 1896 por el de "New York University"). Aunque en esa época era una de las sociedades de ciencia estadounidenses (Asociación Estadounidense para el Avance de la Ciencia), el crecimiento de la química provocó que los allí reunidos, incluyendo a William H. Nichols, y bajo la dirección del Profesor Charles F. Chandler de la Columbia School of Mines, fundaran el ente, que se enfocaría más directamente hacia la química teórica y aplicada. La sociedad, dijo Chandler, “mostraría un poderoso y saludable estímulo hacia la investigación original, … despertaría y desarrollaría muchos talentos ahora perdidos en el aislamiento, … [traería] a los miembros de la asociación a una más cercana unión, y aseguraría una mejor apreciación de nuestra ciencia y sus estudiantes por parte de todo el público.”
Tras un voto formal para la organización, se adoptó la constitución de la sociedad, y se eligieron a los directivos. Chandler hubiera sido elegido presidente de manera obvia, ya que había sido el mediador en el establecimiento de la sociedad. Sin embargo, él sintió que el profesor de la Universidad de Nueva York, John William Draper tenía la reputación como científico para conducir una organización nacional. A sus 65 años, Draper fue elegido el primer presidente de la asociación y la sede se estableció en Nueva York. La presidencia de Draper fue más importante debido a su nombre y reputación que a su participación activa en la sociedad.

## Actividades educativas
La institución patrocina la Olimpiada de Química de Estados Unidos (USNCO), un concurso en el que se selecciona al equipo de cuatro miembros que representa a Estados Unidos en la Olimpiada Internacional de Química. La División de Educación Química de la ACS suministra pruebas estandarizadas para varios subcampos de la química. Las dos pruebas más comúnmente usadas son las de química general y de química orgánica para el nivel de estudiantes universitarios. Cada una de ellas consta de 40 a 80 preguntas de opción múltiple para ser completadas en un tiempo determinado. 
La Sociedad Estadounidense de Química concede a estudiantes universitarios la posibilidad de ser miembro como afiliado estudiante siempre que puedan pagar una cuota anual de 70 dólares. Cualquier universidad puede establecer su propia sección de estudiantes afiliados de la American Chemical Society (SAACS) y recibir los beneficios de la participación de los estudiantes universitarios en conferencias regionales y descuentos en las publicaciones de la ACS.
La ACS también homóloga programas certificados en química para estudiantes universitarios. Un estudiante que completa los trabajos de laboratorio y del curso--a veces en exceso respecto de lo que una facultad universitaria pueda requerir para su grado académico--es considerado por la ACS que estábien entrenado para el trabajo profesional.

## Revistas y publicaciones periódicas
- Accounts of Chemical Research
- ACS Applied Materials & Interfaces
- ACS Chemical Biology
- ACS Nano
- ACS Chemical Neuroscience
- Analytical Chemistry
- Biochemistry
- Bioconjugate Chemistry
- Biomacromolecules
- Chemical & Engineering News
- Chemical Research in Toxicology
- Chemical Reviews
- Chemistry of Materials
- Crystal Growth & Design
- Energy & Fuels
- Environmental Science & Technology
- Industrial & Engineering Chemistry Research
- Inorganic Chemistry
- Journal of Agricultural and Food Chemistry
- Journal of the American Chemical Society
- Journal of Chemical & Engineering Data
- Journal of Chemical Education (Division of Chemical Education)
- Journal of Chemical Information and Modeling (antes llamada Journal of Chemical Information and Computer Sciences)
- Journal of Chemical Theory and Computation
- Journal of Combinatorial Chemistry
- Journal of Medicinal Chemistry
- Journal of Natural Products—Copublished with the Am. Soc. of Pharmacognosy
- Journal of Organic Chemistry
- Journal of Physical Chemistry Letters
- Journal of Physical Chemistry A
- Journal of Physical Chemistry B
- Journal of Physical Chemistry C
- Journal of Proteome Research
- Langmuir
- Macromolecules Journal
- Molecular Pharmaceutics
- Nano Letters
- Organic Letters
- Organic Process Research & Development
- Organometallics

## Presidentes de la Institución
- 2011 Nancy B. Jackson
- 2010 Joseph Francisco
- 2009 Thomas H. Lane
- 2008 Bruce Bursten
- 2007 Catherine T. (Katie) Hunt
- 2006 Elizabeth Ann Nalley
- 2005 William F. Carroll, Jr.
- 2004 Charles P. Casey
- 2003 Elsa Reichmanis
- 2002 Eli M. Pearce
- 2001 Attila E. Pavlath
- 2000 Daryle H. Busch
- 1999 Edel Wasserman
- 1998 Paul H. L. Walter
- 1997 Paul S. Anderson
- 1996 Ronald Breslow
- 1995 Brian M. Rushton
- 1994 Ned D. Heindel
- 1993 Helen M. Free
- 1992 Ernest L. Eliel
- 1991 S. Allen Heininger
- 1990 Paul G. Gassman
- 1989 Clayton F. Callis
- 1988 Gordon L. Nelson
- 1987 Mary L. Good
- 1986 George C. Pimentel
- 1985 Ellis K. Fields
- 1984 Warren D. Niederhauser
- 1983 Fred Basolo
- 1982 Robert W. Parry
- 1981 Albert C. Zettlemoyer
- 1980 James D. D`Ianni
- 1979 Gardner W. Stacy
- 1978 Anna J. Harrison
- 1977 Henry A. Hill
- 1976 Glenn T. Seaborg
- 1975 William J. Bailey
- 1974 Bernard S. Friedman
- 1973 Alan C. Nixon
- 1972 Max Tishler
- 1971 Melvin Calvin
- 1970 Byron Riegel
- 1969 Wallace R. Brode
- 1968 Robert W. Cairns
- 1967 Charles G. Overberger
- 1966 William J. Sparks
- 1965 Charles C. Price
- 1964 Maurice H. Arveson
- 1963 Henry Eyring
- 1962 Karl Folkers
- 1961 Arthur C. Cope
- 1960 Albert L. Elder
- 1959 John C. Bailar, Jr.
- 1958 Clifford F. Rassweiler
- 1957 Roger J. Williams
- 1956 John C. Warner
- 1955 Joel H. Hildebrand
- 1954 Harry L. Fisher
- 1953 Farrington Daniels
- 1952 Edgar C. Britton
- 1951 N. Howell Funnan
- 1950 Ernest H. Volwiler
- 1949 Linus Pauling
- 1948 Charles A. Thomas
- 1947 W. Albert Noyes, Jr.
- 1946 Bradley Dewey
- 1945 Carl S. Marvel
- 1944 Thomas Midgley, Jr.
- 1943 Per K. Frolich
- 1942 Harry N. Holmes
- 1941 William Lloyd Evans
- 1940 Samuel C. Lind
- 1939 Charles A. Kraus
- 1938 Frank C. Whitmore
- 1937 Edward R. Weidlein
- 1936 Edward Bartow
- 1935 Roger Adams
- 1934 Charles L. Reese
- 1933 Arthur B. Lamb
- 1932 L. V. Redman
- 1931 Moses Gomberg
- 1930 William McPherson
- 1929 Irving Langmuir
- 1928 Samuel W. Parr
- 1927 George D. Rosengarten
- 1926 James F. Norris
- 1925 James F. Norris
- 1924 Leo H. Baekeland
- 1923 Edward C. Franklin
- 1922 Edgar Fahs Smith
- 1921 Edgar Fahs Smith
- 1920 William A. Noyes
- 1919 William H. Nichols
- 1918 William H. Nichols
- 1917 Julius Stieglitz
- 1916 Charles H. Herty
- 1915 Charles H. Herty
- 1914 Theodore W. Richards
- 1913 Arthur D. Little
- 1912 Arthur D. Little
- 1911 Alexander Smith
- 1910 Wilder D. Bancroft
- 1909 Willis R. Whitney
- 1908 Marston T. Bogert
- 1907 Marston T. Bogert
- 1906 William F. Hillebrand
- 1905 Francis P. Venable
- 1904 Arthur A. Noyes
- 1903 John H. Long
- 1902 Ira Remsen
- 1901 Frank W. Clarke
- 1900 William McMurtrie
- 1899 Edward W. Morley
- 1898 Charles E. Munroe
- 1897 Charles B. Dudley
- 1896 Charles Benjamin Dudley
- 1895 Edgar Fahs Smith
- 1894 Harvey W. Wiley
- 1893 Harvey W. Wiley
- 1892 George C. Caldwell
- 1891 George F. Barker
- 1890 Henry B. Nason
- 1889 Charles F. Chandler
- 1888 T. Sterry Hunt
- 1887 Charles A. Goessmann
- 1886 Albert B. Prescott
- 1885 James C. Booth
- 1884 James C. Booth
- 1883 James C. Booth
- 1882 John W. Mallet
- 1881 Charles F. Chandler
- 1880 Frederick A. Genth
- 1879 T. Sterry Hunt
- 1878 Samuel W. Johnson
- 1877 J. Lawrence Smith
- 1876 John W. Draper

## Controversias

### Anteriores a la Web
La ACS y Dialog, un servicio de información, se enzarzaron a principios de los años 90 en litigios y contralitigios por el uso de la información científica.

### Oposición a PubChem
La ACS ha sido criticada por oponerse a la creación de PubChem, una base de datos de compuestos químicos, de acceso libre, mantenida por NCBI (Centro Nacional para la Información Biotecnológica). La ACS mostró preocupación porque la base de datos raised PubChem, sufragada con fondos públicos, parecía competir directamente con su servicio de resúmenes de artículos científicos ya existente, Chemical Abstracts Serviceo CAS. La ACS tiene un fuerte interés financiero en la cuestión ya que el servicio Chemical Abstracts Service genera un gran porcentaje de los ingresos de la institución. Para defender su posición contra la base de datos PubChem, la ACS ha ejercido una presión muy activa sobre el Congreso de Estados Unidos. Se ha informado que pagaron a la firma Hicks Partners LLC al menos 100 000 dólares en 2005 para que intentara persuadir a miembros del Congreso estadounidense, de los Institutos Nacionales de Salud (NIH), y de la Oficina de Gestión y Presupuesto (Office of Management and Budget - OMB) contra el establecimiento de una base de datos sostenida con fondos públicos. Se informó también que habían gastado en contratar a Wexler & Walker Public Policy Associates para promocionar el 'uso de una base de datos comercial.' El día 23 de mayo de 2005, en una nota de prensa, la ACS declaró:
La ACS está firmemente convencida de que el gobierno federal no debería intentar convertirse en un grupo editor con cargo al contribuyente. Recoger, organizar y diseminar información sobre pequeñas moléculas cuya creación no ha financiado y que duplica los servicios de CAS. Los Institutos Nacionales de Salud (NIH) han comenzado de modo ominoso el camino hacia la edición científica ilimitada...

### Posición contra el acceso libre
La revista Nature informó que ACS había contratado a una firma de relaciones públicas, Dezenhall Resources, para intentar detener el movimiento de acceso libre. Scientific American más tarde informó que gastó más de 200 000 dólares en contratar a Wexler & Walker Public Policy Association para ejercer presión contra el acceso libre.

### Juicio contra Google
Una demanda de ACS contra Google, por su producto Google Scholar, fue resuelto extrajudicialmente en 2006.

### Compensación excesiva a los ejecutivos
En 2004, Madeleine Jacobs, asumió la dirección ejecutiva de la ACS. Su contrato incluía el uso de dos coches Cadillac y un chófer que su predecesor, John Crum, había adquirido. Jacobs subastó los coches y prescindió del chófer. 
En 2007 se informó que Madeleine Jacobs recibiría un salario de más de 800,000 dólares anuales. Los salarios de los ejecutivos de ACS (director ejecutivo, tesorero, y secretario) son decididos por el Comité Permanente de Compensación Ejecutiva que está compuesto por el "presidente, el presidente saliente, el representante del comité sobre presupuesto y finanzas, y dos miembros de la sociedad con experiencia demostrada en compensaciones a personal directivo."